# Cherry Blossom Tour
El Cherry Blossom Tour será la sexta gira musical de la banda británica The Vamps en promoción a su quinto álbum Cherry Blossom. Tiene previsto iniciar el 26 de abril de 2021 en Bournemouth, Inglaterra y finalizar el 9 de mayo en Londres, Inglaterra.

## Anuncio
La gira fue anunciada el 28 de septiembre de 2020 con 9 fechas en Reino Unido hasta el momento.
La banda no anuncio más fechas en otros territorios debido a la pandemia de COVID-19 pero que anunciarian más fechas cuando sea seguro hacerlo.
El 16 de marzo de 2021 la banda anunció las nuevas fechas del tour para septiembre de 2021 debido a la pandemia de COVID-19

## Setlist
| 4-19 de septiembre de 2021 / 2-23 de julio de 2022 |
| --- |
| 1. Married in Vegas 2. Just My Type 3. Cheater 4. Last Night 5. Nothing But You 6. Part of Me 7. Oh Cecilia (Breaking My Heart) 8. Chemicals 9. Would You 10. Wild Heart (versión acústica) 11. Can We Dance 12. Another You 13. Middle of the Night 14. All Night Encore 1. Glory Days 2. Better 3. Missing You 4. Wake Up 5. Somebody to You - "Nothing But You", "Wild Heart", "Another You", "Glory Days" y "Better" no fueron interpretadas en Stafford. - "Lovestruck" fue interpretada después de "Better" en Sheffield. - "Wild Heart", "Another You" y "Missing You" no fueron interpretadas en Suffolk - "Part of Me", "Wild Heart", "Another You", "Glory Days", "Better" y "Missing You" no fueron interpretadas en Nottingham. |

| The Vamps Barcelona Weekender |
| --- |
| 7 de mayo de 2022 (set acústico) 1. Just My Type 2. Last Night 3. Married in Vegas 4. Better 5. Oh Cecilia (Breaking My Heart) 6. All Night 7. Would You 8. Cheater 9. Somebody to You 10. Can We Dance 8 de mayo de 2022 1. Married in Vegas 2. Just My Type 3. Cheater 4. Oh Cecilia (Breaking My Heart) 5. Chemicals 6. Would You 7. Wild Heart (versión acústica) 8. Can We Dance 9. Middle of the Night 10. All Night 11. Glory Days 12. Better 13. Wake Up 14. Somebody to You |

| Picture This Tour |
| --- |
| 1. Married in Vegas 2. Just My Type 3. Cheater 4. Chemicals 5. Would You 6. Middle of the Night 7. All Night 8. Can We Dance 9. Somebody to You - "Oh Cecilia (Breaking My Heart)" fue interpretada en lugar de "Cheater" en Belfast. |

| 22 de junio de 2022 |
| --- |
| 1. Married in Vegas 2. Just My Type 3. Cheater 4. Chemicals 5. Would You 6. Risk It All (versión acústica) 7. Oh Cecilia (Breaking My Heart) (versión acústica) 8. High Hopes (versión acústica) 9. Middle of the Night 10. All Night Encore 1. Can We Dance 2. Wake Up 3. Somebody to You |

## Fechas
| Fecha                    | Ciudad      | País              | Lugar                  | Actos de apertura                                                                        |
| Europa                   | Europa      | Europa            | Europa                 | Europa                                                                                   |
| ------------------------ | ----------- | ----------------- | ---------------------- | ---------------------------------------------------------------------------------------- |
| 4 de septiembre de 2021  | Stafford    | Inglaterra        | Trentham Gardens       | Festival                                                                                 |
| 6 de septiembre de 2021  | Newcastle   | Inglaterra        | O2 Academy Newcastle   | JC Stewart                                                                               |
| 8 de septiembre de 2021  | Birmingham  | Inglaterra        | O2 Academy Birmingham  | JC Stewart                                                                               |
| 9 de septiembre de 2021  | Mánchester  | Inglaterra        | Manchester Academy     | JC Stewart                                                                               |
| 12 de septiembre de 2021 | Glasgow     | Escocia           | O2 Academy Glasgow     | JC Stewart                                                                               |
| 14 de septiembre de 2021 | Liverpool   | Inglaterra        | O2 Academy Liverpool   | JC Stewart                                                                               |
| 15 de septiembre de 2021 | Leeds       | Inglaterra        | O2 Academy Leeds       | JC Stewart                                                                               |
| 17 de septiembre de 2021 | Londres     | Inglaterra        | Eventim Apollo         | JC Stewart                                                                               |
| 18 de septiembre de 2021 | Bournemouth | Inglaterra        | O2 Academy Bournemouth | JC Stewart                                                                               |
| 19 de septiembre de 2021 | Sheffield   | Inglaterra        | O2 Academy Sheffield   | JC Stewart                                                                               |
| 6 de mayo de 2022        | Barcelona   | España            | Opium Barcelona        | Felix Jaehn Sigala                                                                       |
| 7 de mayo de 2022        | Barcelona   | España            | Go Beach Club          | Luke Franks Abbie McCarthy JC Stewart Bombai Jess Iszatt Jack Saunders DJ Dougie Poynter |
| 8 de mayo de 2022        | Barcelona   | España            | Razzmatazz             | Matoma Mae Muller                                                                        |
| 17 de junio de 2022      | Cork        | Irlanda           | Musgrave Park          | -                                                                                        |
| 18 de junio de 2022      | Dublín      | Irlanda           | Malahide Castle        | -                                                                                        |
| 19 de junio de 2022      | Belfast     | Irlanda del Norte | Ormeau Park            | -                                                                                        |
| 22 de junio de 2022      | Londres     | Inglaterra        | Lafayette              | James TW                                                                                 |
| 2 de julio de 2022       | Suffolk     | Inglaterra        | Church Meadow          | Festival                                                                                 |
| 23 de julio de 2022      | Nottingham  | Inglaterra        | Wollaton Park          | Festival                                                                                 |